# Nicolas Robert

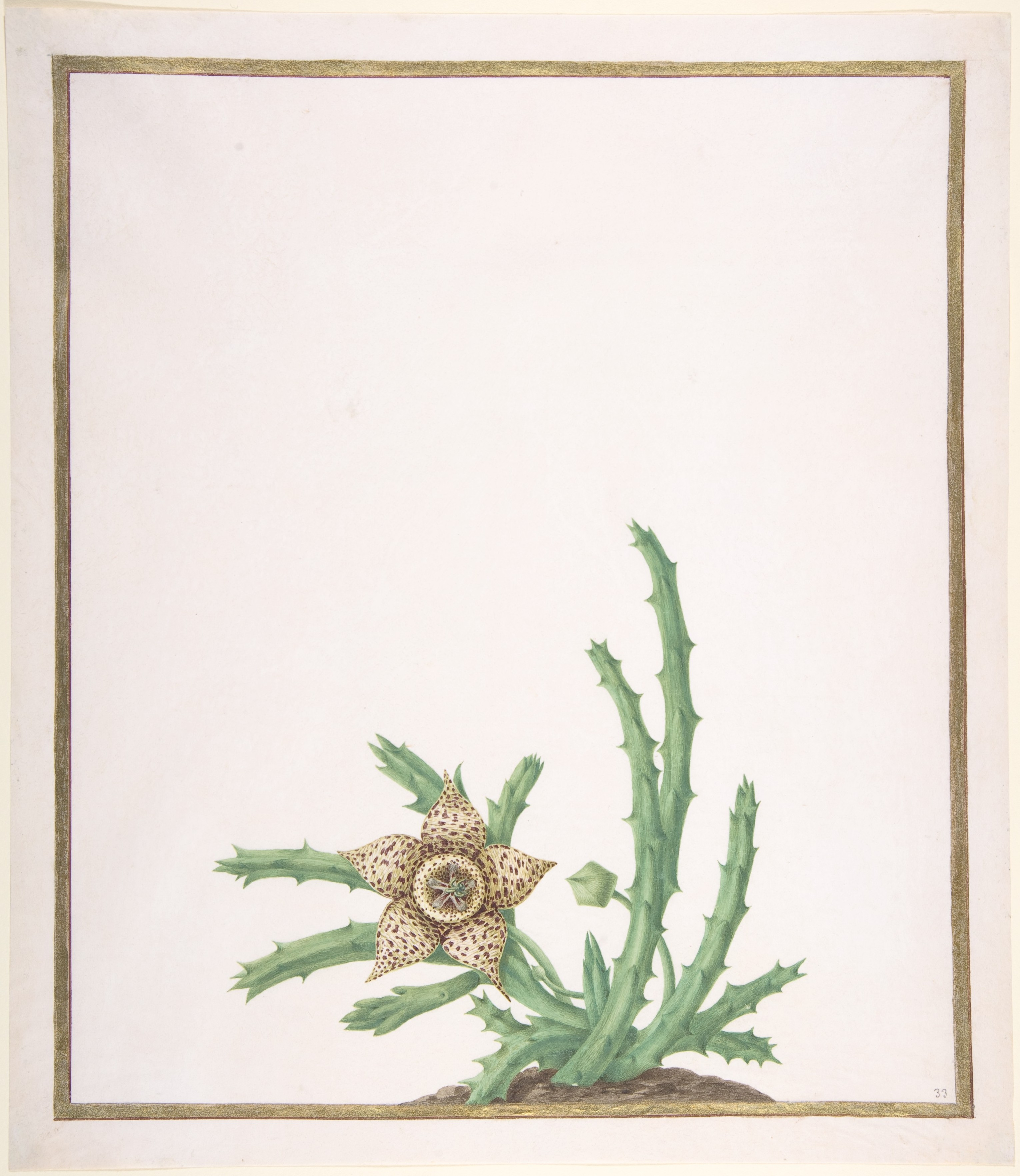
Ilustración de Robert del Museo Metropolitano de Arte (Met) de Nueva

Nicolas Robert (Langres, 1610-1684) fue un pintor miniaturista y grabador francés.
Fue nombrado pintor del rey para miniaturas, y también desarrolló un importante papel en el terreno de la ilustración botánica.
El arte y destreza con las que dibujaba plantas para los bordadores llamaron la atención de Gastón de Orleans. Tras llevar a cabo la colección del Recueil des vélins (hoy conservado en la Biblioteca Nacional  de Francia) en el que pintó plantas y animales, se encargó a Robert que grabara las plantas que había pintado, para lo que fue ayudado por Abraham Bosse primero, y luego por Louis de Châtillon.
- Datos: Q3340748
- Multimedia: Nicolas Robert / Q3340748
- Especies: Nicolas Robert